# Arnold Toynbee
Arnold Toynbee (født 23. august 1852, død 9. marts 1883) var en engelsk økonom og socialreformator, søn af Joseph Toynbee.
Toynbee var den mest indflydelsesrige blandt foregangsmændene for universitetsdannelsens udbredelse til folkets brede lag i England. Han studerede historie, filosofi og nationaløkonomi og blev 1878 docent i det sidstnævnte fag ved Balliol College i Oxford.
Som videnskabsmand beskæftigede han sig navnlig med den store økonomiske omvæltning, der fandt sted i England i anden halvdel af det 18. århundrede. Som socialreformator arbejdede han for en udligning af de sociale modsætningsforhold ved et nærmere samkvem mellem over- og underklassen.
Den første betingelse for at nå en sådan var efter Tynbees mening, at folket fik oplysning, for at dets medvirkning ved rejsningsarbejdet derved kunde sikres. 1875 bosatte han sig i Whitechapels arbejderkvarter i Londons Østende og begyndte der sine fri reformforedrag på grundlag af selvstændige førstehånds iagttagelser.
Fra 1880 af kunde han i spidsen for en skare begejstrede og opofrende unge mænd organisere en lignende foredragsvirksomhed i en række industricentrer. Overanstrengelse undergravede hans helbred og lagde ham i graven, endnu før hans reformtrang kunde få afløb i færdige værker.
Efter Toynbees død udgav hans enke de fragmentariske Lectures on the Industrial Revolution of the 18. Century (London 1884), et arbejde af betydelig social-historisk og økonomisk-politisk interesse. Hans tilhængere stiftede efter hans død Toynbee Club, der i Whitechapel grundlagde Toynbee Hall som samlingspunkt for en videreførelse af Toynbees sociale arbejde.